# Chrysopigi Devetzi

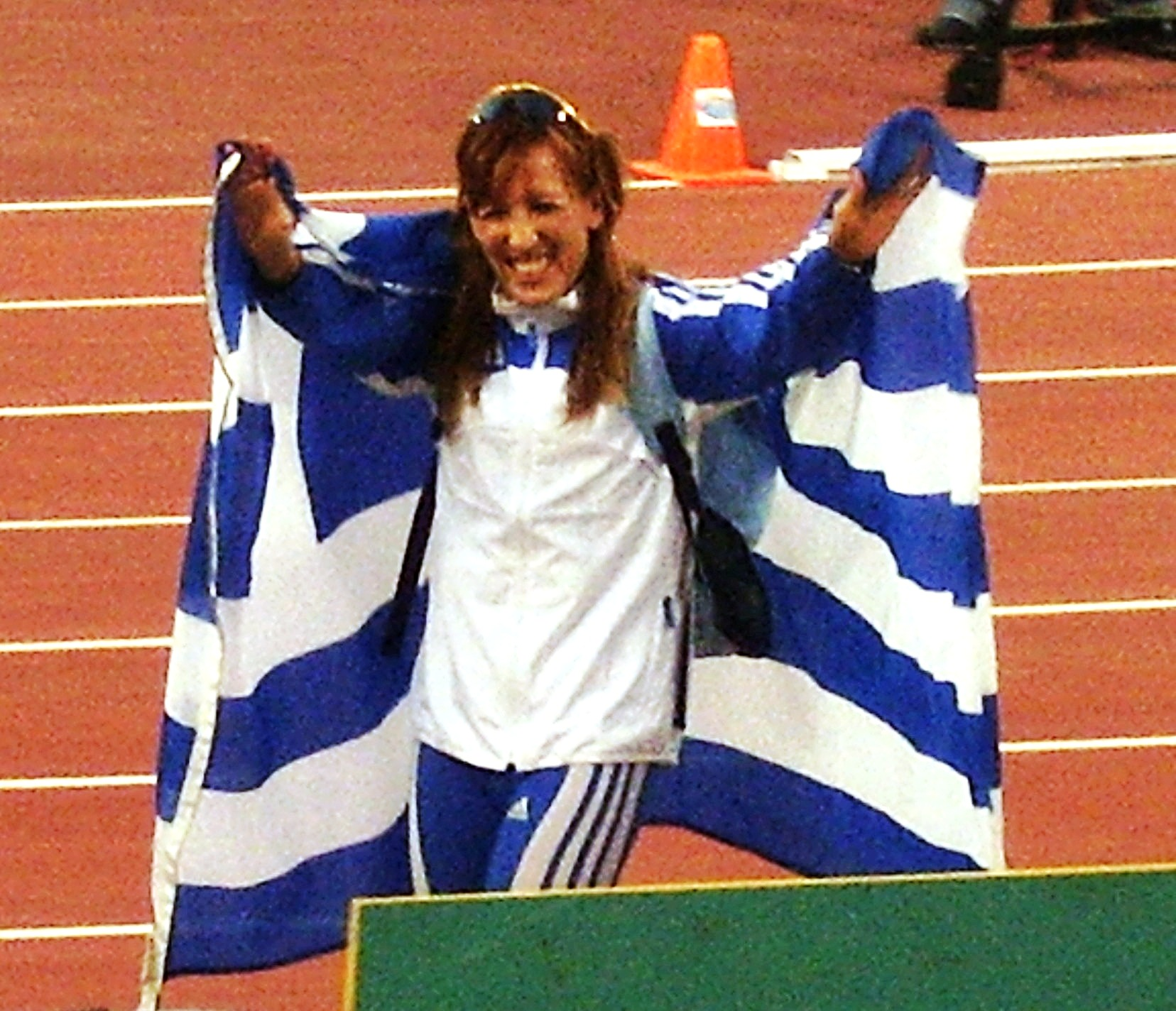
Devetzi 2006 beim Weltcup in Athen

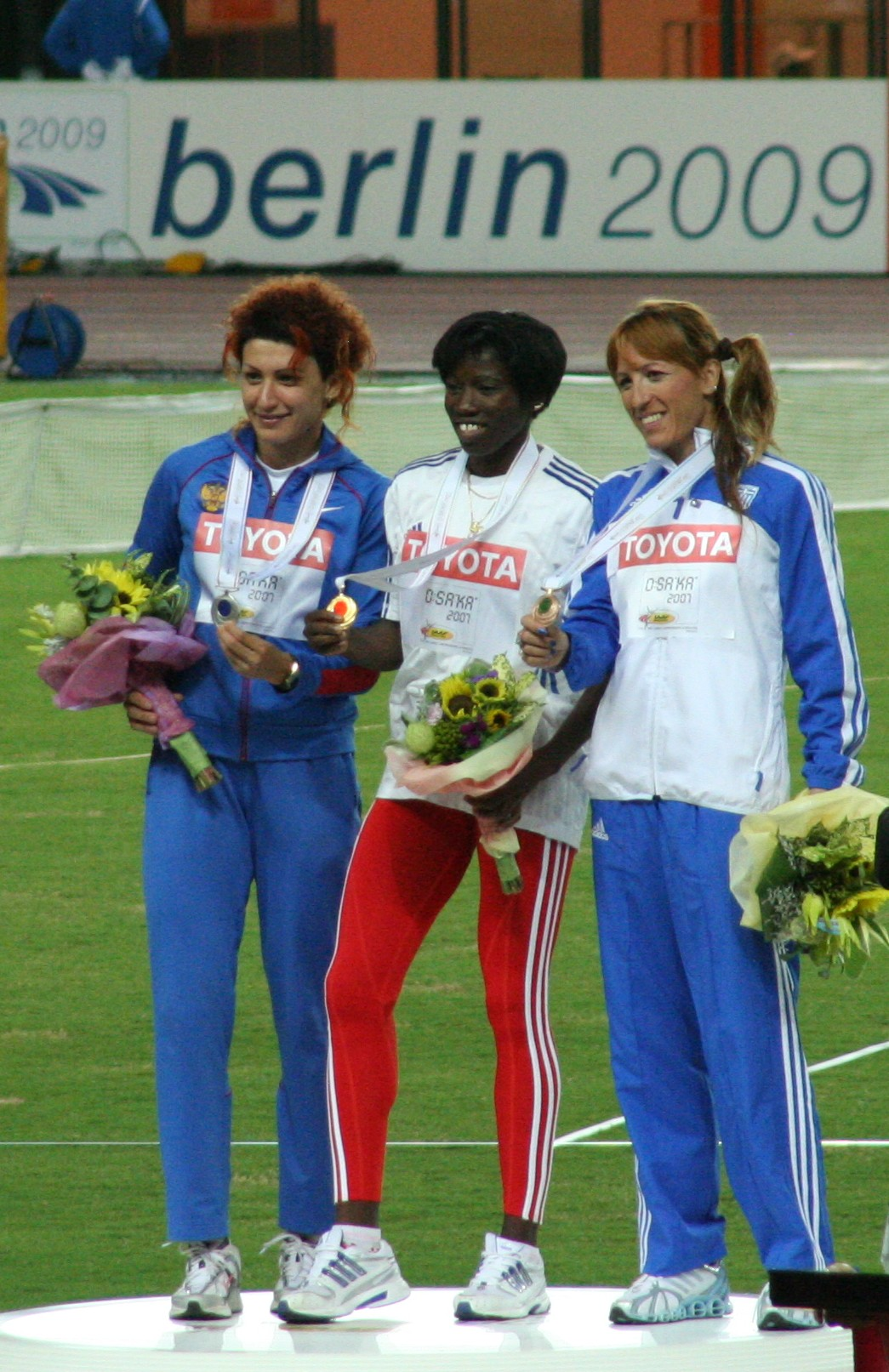
Devetzi (rechts) bei den Weltmeisterschaften 2007

Chrysopigí Devetzí (griechisch Χρυσοπηγή Δεβετζή, auch Hrysopiyí Devetzí; * 2. Januar 1976 in Alexandroupoli) ist eine griechische Weit- und Dreispringerin, die 2004 eine olympische Silbermedaille im Dreisprung gewann.

## Karriere
Als Kind war Chrysopigí Devetzí Turnerin, später wandte sie sich der Leichtathletik zu. Seit 1992 ist sie im Dreisprung aktiv, 2001 sprang sie erstmals über 14 Meter weit. Nach einem siebten Platz bei den Europameisterschaften 2002 und einem achten Platz bei den Weltmeisterschaften 2003 wurde 2004 ihr erfolgreichstes Jahr.
Bei den Hallenweltmeisterschaften 2004 gewann sie mit 14,73 Meter die Bronzemedaille hinter der Russin Tatjana Lebedewa und der für den Sudan startenden Yamilé Aldama. In der Qualifikation des Dreisprungwettbewerbs bei den Olympischen Spielen in Athen sprang sie mit 15,32 Meter griechischen Landesrekord. Im Finale erreichte sie 15,25 Meter und gewann damit die Silbermedaille hinter Françoise Mbango Etone aus Kamerun (15,30 m). Bei den Weltmeisterschaften 2005 wurde Devetzí mit 14,64 Meter Fünfte.
Im ersten Versuch des Finales bei den Europameisterschaften 2006 sprang sie 15,05 Meter, musste sich aber mit Silber zufriedengeben, als Tatjana Lebedewa im letzten Versuch weiter sprang. Im Weitsprungwettbewerb dieser Europameisterschaften belegte sie den zehnten Platz. Bei den Weltmeisterschaften 2007 gewann Devetzi mit 15,04 Meter die Bronzemedaille.
2008 holte sie bei den Hallenweltmeisterschaften in Valencia mit 15,00 m zunächst Silber und bei den Olympischen Spielen in Peking gelang ihr zunächst erneut der Gewinn der Bronzemedaille mit einer Weite von 15,23 Meter hinter Françoise Mbango Etone (15,39 Meter) und Tatjana Lebedewa (15,32 Meter). Beide Medaillen wurden ihr später aberkannt.
Devetzi hat bei einer Größe von 1,70 m ein Wettkampfgewicht von 60 kg.

## Dopingvergehen
Im Mai 2009 verweigerte sie eine Dopingkontrolle und wurde für zwei Jahre gesperrt. Bei Nachtests ihrer Dopingprobe von 2008 wurde sie positiv auf Stanozolol getestet und 2016 nachträglich disqualifiziert.

## Persönliche Bestleistungen
- Weitsprung – 6,83 m
- Dreisprung – 15,32 m